# Bercero (kommunhuvudort)
Bercero är en kommunhuvudort i Spanien.   Den ligger i provinsen Provincia de Valladolid och regionen Kastilien och Leon, i den centrala delen av landet, 170 km nordväst om huvudstaden Madrid. Bercero ligger 741 meter över havet och antalet invånare är 243.
Terrängen runt Bercero är lite kuperad. Runt Bercero är det mycket glesbefolkat, med 7 invånare per kvadratkilometer. Närmaste större samhälle är Tordesillas, 8,2 km sydost om Bercero. Trakten runt Bercero består till största delen av jordbruksmark.